# Оцеляване
Оцеляването е група от умения, които могат да помогнат на човек, да преживее опасна ситуация (буря, земетресение, корабокрушение, авиационна катастрофа), или да оцелее в опасни местности (пустиня, планини, джунгла). За оцеляване при извънредна ситуация е необходимо осигуряването на четири ключови потребности:
- подслон;
- огън;
- чиста питейна вода;
- храна (при голяма надморска височина и кислород).

След преодоляването на непосредствената опасност за живота, пострадалите трябва да се опитат да осъществят аварийна комуникация и да подадат сигнал за бедствие. Даже районът на бедствието да е временно недостъпен за издирване и евакуация на пострадалите, те непременно трябва да подадат сигнал за бедствие. Това значително ще увеличи шансовете им да бъдат намерени по-късно или да им бъдат доставени храна и средства за оцеляване по въздуха.
Особено важно при оцеляването е правилното ориентиране на местността.

## Подслон
Предпазва от природни бедствия (времето), хипотермия, и позволява спокоен сън. В ситуация на „оцеляване“ първо се намира подслон. Основни изисквания:
- Далеч от нестабилни скали, гнезда на животни и опасности
- Пресъхналите речни корита са удобни (меки и „плоски“), но при буря се наводняват.
- Светлина, може да достави топлина, но слънчевите места по принцип са ветровити.
- Топлоизолация. Много голям и проветлив подслон не задържа топлина.

Прост подслон се прави от клони насочени против ъгъла на вятъра.

## Вода
Човекът може да преживее няколко седмици без храна, но само около седем дена без вода. Нормален човек губи около 2 – 3 литра вода на ден при обикновени условия. Липсата на вода води до дехидратация преминаваща в летаргия, объркване и евентуално смърт. Тъмно жълта или кафява урина са индикатор за дехидратация. При оцеляване вода се търси незабавно след направа на подслон (или преди това, в зависимост от условията). В полеви условия може да се направи малко за пречистване на водата от замърсяване и патогени. Могат да бъдат убити и премахнати само микроорганизмите и частици във водата.
- В райони с изобилие на влага, вода се набавя от ручеи и езера. Ако липсва воден източник, вода се набавя чрез капан кондензатор и чрез събиране на роса. Животнската кръв не е подходяща за рехидратация (може да е заразена). В урината на човека се съдържат соли и токсини, не е годна за пиене (може да се пречисти чрез слънчев дестилатор).

- В екстремна среда са нужни мерки за предпазване от загуба на вода:
  - Диша се през носа (не се губи слюнка и изсушава устата)
  - Не се пуши
  - Ниска активност през най-горещите периоди на деня
  - Не се яде много

## Огън
Огънят се използва за:
- Преваряване и пречистване на вода
- Готвене
- За сгряване на човека
- Самоотбрана (хищници)
- Сигнал към спасителните служби

## Храна
Не е от първостепенна важност, човек може да оцелее няколко седмици без храна. Гладът може да доведе до:
- Раздразнителност
- Слабост
- Загуба на ясна мисловна дейност и преценка
- Отслабване на имунната система
- Изтощение и хипотермия

За набава на храна в „дивото“ са необходими познания по лов, риболов и ядливи растения.

## Първа помощ
Може да предотвати смърт или трайни наранявания. Често срещани наранявания при екстремни ситуации са:
- Разкъсвания – може да доведе до инфекции.
- Ухапване от отровни животни
- Фрактура
- Изкълчване – най-често на глезените
- Обгаряне

## Навигация
Много екстремни ситуации могат да бъдат превъзмогнати или омаловажени чрез собственоръчно „намиране“ на безопасен път. Това изисква някои навигационни умения като:
- Небесна навигация, използва се слънцето и нощното небе
- Разчитане на карти и употреба на компас
- Използване на GPS

## Други методи за оцеляване
- Категория:Техники за оцеляване
- Бушкрафт
- Сървайвълизъм